# Буланбайбауи
Буланбайбауи́ (каз. Бұланбайбауы) — село у складі Шиєлійського району Кизилординської області Казахстану. Адміністративний центр та єдиний населений пункт Каргалинського сільського округу.
У радянські часи село називалось Каргали.
Населення — 1235 осіб (2021; 1342 у 2009, 1309 у 1999, 1455 у 1989).